# قرة زكي (بناجوي الشمالي)
قرة زکي (بالفارسية: قره‌زکی) هي منطقة سكنية تقع في إيران في قسم بناجوي الشمالي الريفي. يقدر عدد سكانها بـ 100 نسمة .